# Гейтс, Уильям Генри II
Уильям Генри (Билл) Гейтс II (англ. William Henry Gates II; 30 ноября 1925, Бремертон — 14 сентября 2020) — американский корпоративный адвокат, филантроп, автор книги «Появление на свет: мысли о дарах жизни» (Showing Up for Life: Thoughts on the Gifts of a Lifetime), отец основателя компании Microsoft Билла Гейтса. Известен также как «Билл Гейтс Старший» (Bill Gates Sr.).

## Биография
Родился 30 ноября 1925 года в Бремертоне, штат Вашингтон, в семье Уильяма Генри Гейтса-младшего (1891—1969) и его жены — Лилиан Элизабет Райс (1891—1966).
Окончил среднюю школу Бремертона в 1943 году. Служил в армии США в течение трех лет во время Второй мировой войны. Впоследствии учился в Вашингтонском университете в соответствии с Законом о реинтеграции военнослужащих, получив степень бакалавра в 1949 году и степень доктора права в 1950 году. В университете был членом братства Хи-Пси.
Умер 14 сентября 2020 года.

### Семья
- Супруга: Мэри Максвелл Гейтс (в браке с 1951 года по 1994 год), Мими Гарднер Гейтс (с 1996 года по 2020 года).
  - Дети: Билл Гейтс, Либби Гейтс, Кристи Гейтс.
    - Внуки / Внучки: Дженнифер Катарин Гейтс, Фиби Адель Гейтс, Рори Джон Гейтс.